# 金町松戸関所
金町松戸関所（かなまちまつどせきしょ）は、慶長年間（1596年 - 1615年）に水戸街道の江戸防衛の要所として設けられた、金町と対岸の松戸宿を結ぶ江戸川の渡船場を利用した関所である。現在の東京都葛飾区東金町にあった。金町関所とも称される。

## 概要
金町松戸関所は、江戸時代に利根川筋江戸川と水戸街道の渡船場、金町と松戸の間に設置された関所である。
元和2年（1616年）家康の死後に、関東河川の定船場（松戸・市川・川俣・房川渡他、16か所）に定め掟書がだされ、利根川筋の渡船場を拠点に設置された関所の一つである。
常時4名の関所役人が置かれた。「重関所」に指定され「入鉄炮に出女」を厳重に取り締まった。1869年（明治2年）に関所が廃止された後、関所の建物は全て取り壊され、関所跡は現在では江戸川河川敷となっている。2003年（平成15年）3月、東京都下水道局金町ポンプ所の隣に「金町関所跡之記」の石碑が建てられた。
関所の関所印や硯箱は葛飾区郷土と天文の博物館に保存されている。

## 金町松戸関所の設置
関所の位置
金町松戸関所は水戸街道に置かれた唯一の関所である。
江戸川の金町と松戸の渡し場を拠点とした関所で、所在地に伴い金町松戸関所と呼ばれた。
延享2年（1745年）『金町松戸御関所絵図』によると、「金町宿のつきる利根川（支流）に越谷川が注ぐ地点で、両面とも川に抱かれたところに、ごく小規模につくられた」という。
定船場の掟書き

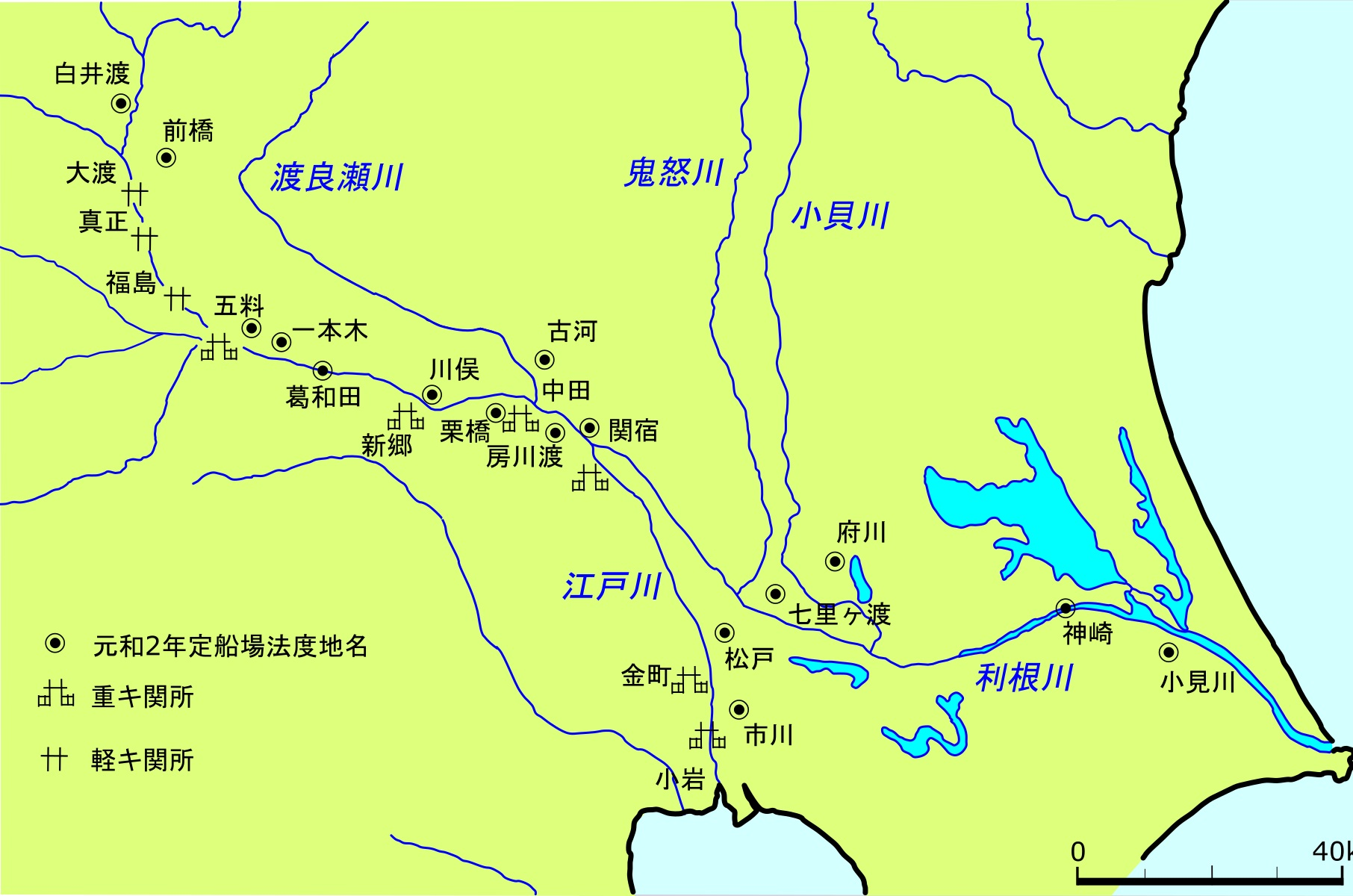
利根川・江戸川筋の関所配置

元和2年（1616年）家康の死後に、関東河川の定船場（松戸・市川・川俣・房川渡他、16ヶ所）に定め掟書がだされた。江戸を出る女人と手負いの者は取り締まりを厳重にしていた。
また、寛永8年（1631年）「幕閣の重臣連署のもとに、東国の各関所規定を出し、女・手負い・欠落者など怪しい者の取締りと、それを捕まえた者への褒賞が達せられた」。この規定書では、「箱根（東海道）・関宿（日光東往還）・小仏（甲州道中）などともに、小岩・市川（佐倉街道）、新郷・川俣（日光裏街道）、柴・五料（日光例幣使街道）、金町・松戸（水戸街道）、房川渡し中田（日光道中）」などの定船場が記されていた。
関所の位置づけ
「諸国御関所書付」によると、金町松戸関所は、房川渡中田関所、小岩市川関所、小仏関所、新郷川俣関所に並び重要な関所とされている。
寛政期の関所間の異動
寛政期には、房川渡中田関所、金町松戸関所、小岩市川関所、小仏関所間での番人の異動があった。
金町松戸関所については、房川渡中田関所へ「金町松戸関所から足立孝右衛門が以前と同じ待遇、二十四俵四人扶持屋敷家作共で番替となる。その跡へは小岩市川関所の矢嶋勘四郎が番替となった」。関所間の番替はこの時期だけであった。

## 金町松戸関所の検閲
「入鉄炮出女」は、江戸に持ち込まれる鉄炮（「入鉄炮」）と、江戸を出る女（「出女」）を取り締まった。入鉄炮は江戸の治安の警備、出女は、「江戸屋敷に人質として置かれた大名の妻女が、領国に脱出するのを防止するためであった」という。
入鉄炮出女
関所の検閲は『金町松戸御関所旧記』に記されており、「入鉄炮出女」の監視が示されている。

## 関所の廃止と指定文化財

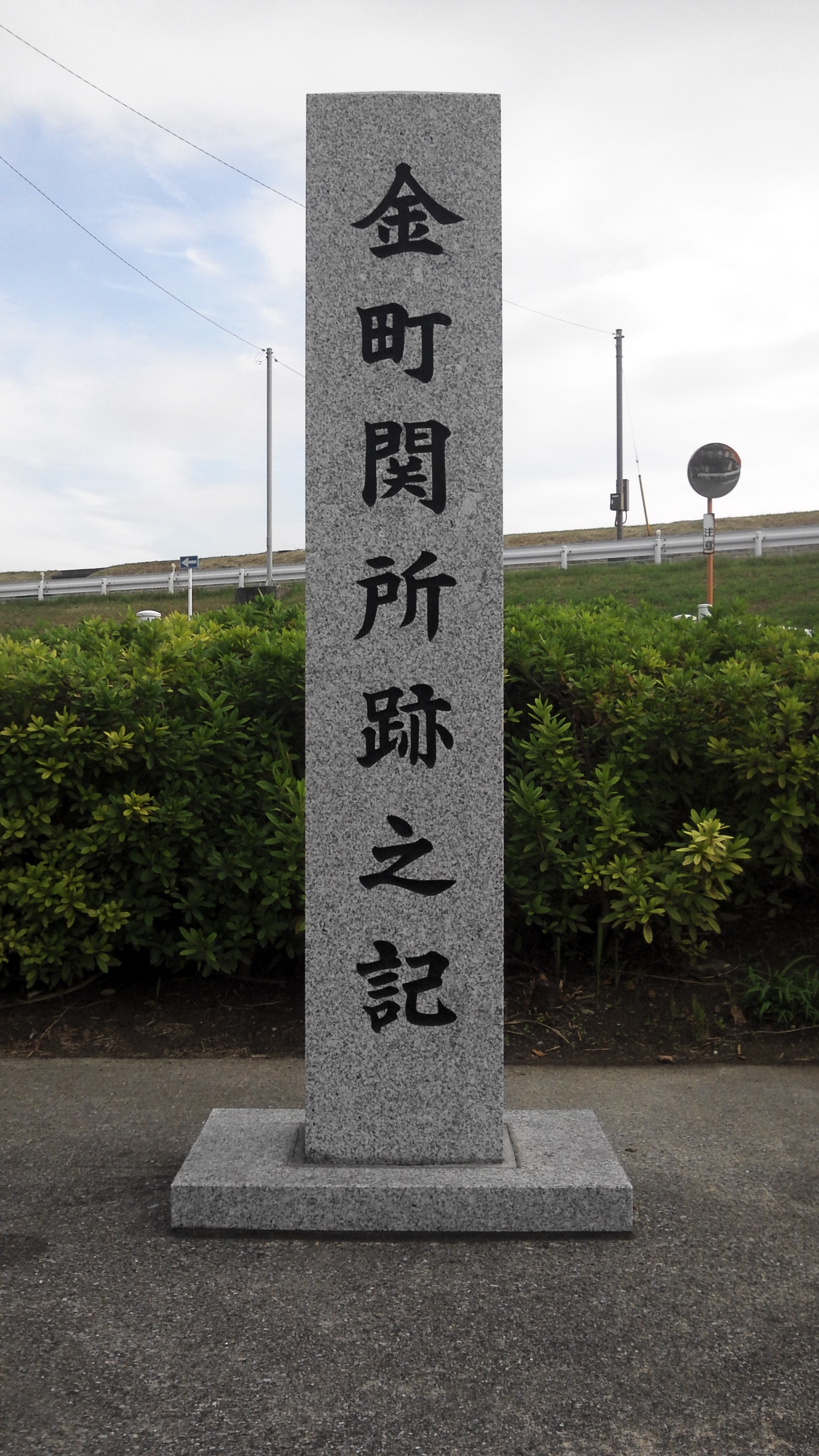
金町関所跡碑

明治2年に関所は廃止となった。金町の関所址はゴルフ場に変った。
金町松戸関所関連の文化財には「金町・松戸関所文書 2冊 附関所印 他」があり、東京都葛飾区指定文化財となっている。また金町関所跡碑が東金町8-23にある。